# آستغاشن
آستغاشن (به ارمنی: Աստղաշեն) یک منطقهٔ مسکونی در جمهوری آرتساخ است که در استان آسکران واقع شده‌است. آستغاشن ۵۲۰ نفر جمعیت دارد.